# A Town Called Bastard
A Town Called Bastard (també coneguda com a A Town Called Hell en DVD i blu-ray) és una pel·lícula de Spaghetti Western de coproducció internacional hispano-britànica dirigida per Robert Parrish el 1971. Fou rodada a Madrid i protagonitzada per Robert Shaw, Telly Savalas, Stella Stevens i Martin Landau. Fou estrenada a Espanya el 1972.
Fou llançada en blu-ray el 18 d'agost de 2015.

## Argument
La història implica a una vídua venjativa (Stella Stevens) que torna a una petita ciutat dominada per un sacerdot (Robert Shaw) i un sàdic foragitat mexicà (Telly Savalas). La violència esclata quan un brutal coronel de l'exèrcit (Martin Landau) arriba a la recerca d'un el·lusiu líder rebel. La pel·lícula fou retitulada A Town Called Hell als Estats Units perquè s'hi considerava que la paraula "bastard" era força ofensiva.

## Repartiment
- Robert Shaw - El sacerdot
- Telly Savalas - Don Carlos
- Stella Stevens - Alvira
- Martin Landau - El coronel
- Fernando Rey - vell cen
- Al Lettieri - La Bomba
- Michael Craig - Paco
- Dudley Sutton - Spectre
- Paloma Cela - Paloma
- Aldo Sambrell - Calebra
- Maribel Hidalgo - La Perla
- Cass Martin - Jose
- Antonio Mayans - Manuel
- Francisco Marsó - Julio
- John Clark - Quiet American
- Luis Rivera - Paco
- Tito García - Malhombre
- Elizabeth Sands - Carmina
- George Rigaud - Gato Asilla

## Premis
Als Premis del Sindicat Nacional de l'Espectacle de 1972 va rebre el premi al millor equip tècnic.